# Ричард Колинсън
Сър Ричард Колинсън (на английски: Richard Collinson) е английски адмирал и арктически изследовател.

## Биография

### Младежки години (1811 – 1831)
Роден е на 7 ноември 1811 г. в Гейтсхед, Англия. На 12-годишна възраст постъпва като доброволец във военноморския флот, като плава в Тихия океан, посещава крайбрежията на Южна и Централна Америка под ръководството на капитан Хенри Фостър.

### Изследователска дейност (1831 – 1855)

#### Експедиции до Аляска и Западна Африка (1831 – 1839)
В периода 1831 – 1839 г. взима участие в няколко експедиции под командването на Хорацио Томас Остин, Фредерик Уилям Бичи и Едуард Белчер, които проучват бреговете на Аляска и Западна Африка. През 1835 г. е произведен в лейтенант и става капитан на кораб.

#### Изследвания в Азия (1839 – 1849)
По време на Първата англо-китайска война (1839 – 1842) извършва хидроложки изследвания по долното течение на Яндзъ, които осигуряват сигурността на британските военни кораби. За проявения героизъм по време на войната е повишен в звание капитан-лейтенант. След края на войната Колинсън остава в Китай и проучва и картира бреговата линия между Хонконг и Шанхай.

#### В търсене на изчезналата експедиция на Джон Франклин (1849 – 1855)
През 1849 г. на Колинсън, както и на много други по това време английски морски капитани, е поставена задачата по откриването и спасяването на изчезналата експедиция на Джон Франклин.
През януари 1850 г. от Англия са отправени покрай нос Хорн към Беринговия проток два кораба – „Ентърпрайс“ под негово командване и „Инвестигейтър“ – под командването на Робърт Макклур. Още в Атлантическия океан двата кораба се разделят и от там нататък действат самостоятелно. През есента на 1850 на „Ентърпрайз“ в море Бофорт среща непроходими ледове и опитвайки се да ги заобиколи от север, достига до 73º 23` с.ш., но е принуден да се откаже и се връща на зимуване в Хонконг.
В началото на април 1851 г. Колинсън отново повежда кораба на север. В края на август 1851 г. вторично след Робърт Макклур открива протока Принц Уелски (между островите Банкс на северозапад и Виктория на югоизток) и плава в него до 73º 30` с.ш. Поради непроходимите ледове се връща обратно, заобикаля от юг остров Банкс и плава на север в море Бофорт, но отново претърпява неуспех и се завръща за зимуване в южния вход на протока Принц Уелски.
През май 1852 г. един от изпратените от него отряди изследва п-ов Дъндас (най-западната част на остров Виктория). През септември 1852 г. Колинсън прави неуспешен опит да прекара през протока кораба в протока Мелвил, след което се отправя на югоизток покрай югозападния и южния бряг на остров Виктория. Преминава през протока Долфин енд Юнион, залива Коронейшън и протока Диз и достига до залива Кембридж Бей (69°10′ с. ш. 104°45′ з. д. / 69.166667° с. ш. 104.75° з. д.), където се установява на второ арктическо зимуване.
През април 1853 г. отряд изпратен от Колинсън изследва югоизточното крайбрежие на остров Виктория и вторично открива протока Виктория (между островите Виктория на северозапад и Кинг Уилям на югоизток). Продължавайки на север, покрай източното крайбрежие на Виктория отрядът открива полуостров Колинсън (най-източната част на остров Виктория) и остров Гейтсхед (71°20′ с. ш. 100°20′ з. д. / 71.333333° с. ш. 100.333333° з. д., на североизток от п-ов Колинсън). По този начин Колинсън и разпратените от него отряди откриват крайните западни разклонения на т.нар. Северозападен проход между Атлантическия и Тихия океан, търсен в продължения на повече от 300 години.
През август 1853 г. морето изцяло се очиства от ледове и „Ентърпрайс“ спокойно може да продължи на изток, но запасите от провизии са много намалели и Колинсън решава да се върне на запад, като се установява за трето арктическо зимуване в залива Камден на 70°00′ с. ш. 144°35′ з. д. / 70° с. ш. 144.583333° з. д.. През август 1854 г. корабът се освобождава от ледения плен, преминава през Беринговия проток и през 1855 г. благополучно се завръща в родината.

### Следващи години (1855 – 1883)
След завръщането си от своята последна експедиция Колинсън се установява в Англия, като се занимава с поддръжката на каботажните морски пътища покрай бреговете на Великобритания. През 1869 г. е произведен във вицеадмирал, а през 1872 г. – в адмирал.
Умира на 13 септември 1883 г. в имота си в Еалинг (община в Лондон) на 71-годишна възраст.

## Памет
Неговото име носят:
- залив Колинсън (69°31′ с. ш. 98°13′ з. д. / 69.516667° с. ш. 98.216667° з. д.) на северозападното крайбрежие на остров Кинг Уилям в Канадския арктичен архипелаг;
- залив Ричард Колинсън (72°55′ с. ш. 113°38′ з. д. / 72.916667° с. ш. 113.633333° з. д.) на северното крайбрежие на остров Виктория в Канадския арктичен архипелаг;
- нос Адмирал Колинсън (70°19′ с. ш. 101°39′ з. д. / 70.316667° с. ш. 101.65° з. д.) на северното крайбрежие п-ов Колинсън на остров Виктория в Канадския арктичен архипелаг;
- нос Колинсън (70°00′ с. ш. 144°50′ з. д. / 70° с. ш. 144.833333° з. д.) на северния бряг на Аляска, залива Камден;
- нос Колинсън (80°05′ с. ш. 70°26′ з. д. / 80.083333° с. ш. 70.433333° з. д.) на източния бряг на остров Елсмиър в Канадския арктичен архипелаг;
- нос Колинсън Хед (69°35′ с. ш. 138°52′ з. д. / 69.583333° с. ш. 138.866667° з. д.) най-източната точка на остров Хершел в море Бофорт;
- нос Ричард Колинсън (72°46′ с. ш. 102°45′ з. д. / 72.766667° с. ш. 102.75° з. д.) най-западната точка на остров Принц Уелски в Канадския арктичен архипелаг;
- полуостров Колинсън (69°58′ с. ш. 101°24′ з. д. / 69.966667° с. ш. 101.4° з. д.) в югоизточната част на остров Виктория в Канадския арктичен архипелаг;
- проток Колинсън (80°53′ с. ш. 58°05′ и. д. / 80.883333° с. ш. 58.083333° и. д.) между островите Циглер на северозапад и Винер Нойщад на югоизток в архипелага Земя на Франц Йосиф.

## Съчинения
- Journal of „Enterprise“, London, 1889.